# (20140) Costitx
(20140) Costitx (1996 QT1) – planetoida z grupy pasa głównego asteroid okrążająca Słońce w ciągu 5,65 lat w średniej odległości 3,17 j.a. Odkryta 23 sierpnia 1996 roku.